# Alderson (Oklahoma)
Alderson és un poble dels Estats Units a l'estat d'Oklahoma. Segons el cens del 2000 tenia 261 habitants.

## Demografia
Segons el cens del 2000, Alderson tenia 261 habitants, 97 habitatges, i 67 famílies. La densitat de població era de 186,6 habitants per km².
Dels 97 habitatges en un 36,1% hi vivien nens de menys de 18 anys, en un 57,7% hi vivien parelles casades, en un 7,2% dones solteres, i en un 29,9% no eren unitats familiars. En el 27,8% dels habitatges hi vivien persones soles el 10,3% de les quals corresponia a persones de 65 anys o més que vivien soles. El nombre mitjà de persones vivint en cada habitatge era de 2,69 i el nombre mitjà de persones que vivien en cada família era de 3,32.
Per edats la població es repartia de la següent manera: un 31,8% tenia menys de 18 anys, un 6,9% entre 18 i 24, un 25,3% entre 25 i 44, un 22,2% de 45 a 60 i un 13,8% 65 anys o més.
L'edat mediana era de 37 anys. Per cada 100 dones de 18 o més anys hi havia 97,8 homes.
La renda mediana per habitatge era de 23.750 $ i la renda mediana per família de 31.250 $. Els homes tenien una renda mediana de 23.750 $ mentre que les dones 17.292 $. La renda per capita de la població era d'11.513 $. Entorn del 14% de les famílies i el 20% de la població estaven per davall del llindar de pobresa.

## Poblacions més properes
El següent diagrama mostra les poblacions més properes.